# Kōsei Akaishi
Kōsei Akaishi (jap. 赤石 光生, Akaishi Kōsei; * 26. Februar 1965) ist ein ehemaliger japanischer Ringer. Er war Gewinner der Silbermedaille bei den Olympischen Spielen 1984 im freien Stil im Federgewicht und der Bronzemedaille bei den Olympischen Spielen 1992 im freien Stil im Leichtgewicht.

## Werdegang
Akaishi begann als Jugendlicher an der Oberschule mit dem Ringen und wurde an der Nihon-Universität in Tokio, die er im Anschluss an die Oberschulzeit besuchte, zu einem hervorragenden Freistilringer ausgebildet. Es ist in Japan üblich, dass die Spitzenringer alle entweder von den Universitäten oder von den japanischen Selbstverteidigungs-Streitkräften gesponsert werden.
Akaishi erreichte schon mit 16 Jahren internationales Format. Er bewies dies durch einen Sieg bei den Asienmeisterschaften der Junioren in der Gewichtsklasse bis 60 kg Körpergewicht im Jahre 1981. 1984 wurde er vom japanischen Ringerverband zu den Olympischen Spielen nach Los Angeles entsandt. Dort kämpfte er sich mit vier Siegen in das Finale, das er aber gegen Randy Lewis aus den Vereinigten Staaten nach Punkten verlor. In einem seiner Vorrundenkämpfe hatte er übrigens auch gegen Martin Herbster aus der Bundesrepublik Deutschland nach Punkten verloren. Diese Niederlage wirkte sich allerdings für ihn nicht negativ aus, da er seine übrigen Vorrundenkämpfe alle gewann, während Martin Herbster vorzeitig ausschied.
In den Jahren 1985 und 1986 konnte er sich nicht für die Teilnahme an den Weltmeisterschaften qualifizieren. Er unterlag in beiden Jahren gegen Kazuhito Sakae. Erst 1987 konnte er sich wieder für die Weltmeisterschaftsteilnahme qualifizieren. In Clermont-Ferrand startete er dabei erstmals im Leichtgewicht. Er unterlag in seinem Poolfinale gegen den überragenden Arsen Fadsajew aus der Sowjetunion, bekam aber als Poolzweiter die Chance gegen Andre Metzger aus den USA um die Bronzemedaille zu ringen. Diesen Kampf verlor er aber ebenfalls nach Punkten und musste sich mit dem 4. Platz zufriedengeben.
Den undankbaren 4. Platz erreichte Akaishi auch bei den Olympischen Spielen 1988 in Seoul. Den Kampf um die Bronzemedaille im Leichtgewicht verlor er wieder gegen einen US-Amerikaner, Nate Carr.
Bei den Weltmeisterschaften 1989 in Martigny/Schweiz war er wieder erfolgreicher. Er erreichte das Finale im Leichtgewicht, unterlag in diesem aber dem sowjetischen Sportler Boris Budajew und wurde Vizeweltmeister. In den Jahren 1990 in Tokio und 1991 in Warna gewann er bei den Weltmeisterschaften keine Medaillen. Im heimischen Tokio kämpfte er gegen den Kubaner Rodriguez wieder um die Bronzemedaille, unterlag aber. In Warna verlor er gleich in der 1. Runde gegen den deutschen Meister Georg Schwabenland mit 0:1 Punkten und erreichte nur den 8. Platz.
Zum Abschluss seiner sehr erfolgreichen Karriere gewann Akaishi dann bei den Olympischen Spielen 1992 in Barcelona noch einmal eine olympische Medaille, die bronzene. Den Weg zur Goldmedaille verbaute ihm einmal mehr Arsen Fadsajew. Im Kampf um die Bronzemedaille bezwang er den Iraner Ali Akbarnejad nach Punkten.
Akaishi nahm auch insgesamt viermal an den Asiatischen Spielen bzw. an asiatischen Meisterschaften teil. Als beste Ergebnisse erzielte er dabei 1986 und 1989 jeweils zweite Plätze im Leichtgewicht.
Akaishi beendete 1993 seine internationale Ringerlaufbahn und schloss ein Sportstudium ab. Seit 1995 ist er Trainer bei der japanischen Freistilnationalmannschaft der Ringer. Besonders bemerkenswert ist, dass er 2002 und 2004 in Afghanistan die dortigen Ringer, die erst seit dem Ende der Taliban-Regierung wieder ihren Sport betreiben können, in mehrwöchigen Aufenthalten in Kabul auf die Asian Games in Busan und auf die Olympischen Spiele in Athen vorbereitete.

## Internationale Erfolge
(OS = Olympische Spiele, WM = Weltmeisterschaften, EM = Europameisterschaften, F = freier Stil, Fe = Federgewicht, Le = Leichtgewicht, damals bis 62 kg bzw. 68 kg Körpergewicht)
- 1981, 1. Platz, Asienmeisterschaften der Junioren (Juniors = bis zum 18. Lebensjahr) in Hissar-Harjana/Indien, F, bis 60 kg Körpergewicht, vor Gian Singh, Indien, Morteza Hussein Zadeh, Iran u. Kazim Mudari, Irak;
- 1984, Silbermedaille, OS in Los Angeles, F, Fe, mit Siegen über Robinson, Kanada, Flores, Puerto Rico, Selman Kayasuz, Türkei u. Lee Jung-keun, Südkorea u. Niederlagen gegen Martin Herbster, BRD u. Randy Lewis, USA;
- 1985, 2. Platz, World-Super-Championships (inoffiziell) in Tokio, F, Fe, hinter Wiktor Petrowitsch Alexejew, UdSSR u. vor Lee Jung-keun;
- 1986, 2. Platz, Asien-Spiele in Seoul, F, Le hinter Kim Soo-Hwan, Südkorea u. vor Ali Akbarnejad, Iran, Satywan, Indien u. Ren Qin, China;
- 1987, 4. Platz, WM in Clermont-Ferrand, F, Le, hinter Arsen Fadsajew, UdSSR, Georgios Athanasiadis, Griechenland u. Andre Metzger, USA u. vor Simeon Schterew, Bulgarien u. Park Jong-Soon, Südkorea;
- 1988, 3. Platz, Grosser Preis der BRD in Aschaffenburg, F, Le, hinter Arsen Fadsajew u. Boris Budajew, bde. UdSSR u. vor Zoltán Szalontai, Ungarn, Kamen Penew, Bulgarien u. Alexander Leipold, BRD;
- 1988, 4. Platz, OS in Seoul, F, Le, hinter Arsen Fadsajew, Park Jang-Soon u. Nate Carr, USA u. vor David McKay, Kanada u. Jukka Rauhala, Finnland;
- 1989, 2. Platz, Asienmeisterschaften in Aarai Ibaraki/Japan, F, Le, hinter Chenmedechiin Amaraa, Mongolei u. vor Park Jang-Soon, Satywan u. Akbar Fallah, Iran;
- 1989, 2. Platz, WM in Martigny/Schweiz, F, Le, hinter Boris Budajew u. vor Ahmet Çakıcı, BRD, Rahmi Harunoğlu, Türkei, Ali Reza Khadem, Iran u. Nikolai Kassabow, Bulgarien;
- 1990, 5. Platz, Asien-Spiele in Peking, F, Le, hinter Park Jong-Soon, Rasul Khadem Azghadi, Iran, Yang Zhigang, China u. Li Myong Bok, Nordkorea;
- 1990, 4. Platz, WM in Tokio, F, Le, hinter Arsen Fadsajew, Georgios Athanasiadis u. Jesus E. Rodriguez Garzon, Kuba u. vor Nate Carr u. Kamil Kocaoğlu, Türkei;
- 1991, 8. Platz, WM in Warna, F, Le, Sieger: Arsen Fadsajew vor Chris Wilson, Kanada, Valentin Getzow, Bulgarien u. Georg Schwabenland, BRD;
- 1992, 4. Platz, Asienmeisterschaften in Teheran, F, Le, hinter Hwang Sang-Ho, Südkorea, Akbar Fallah u. Ahmad Al-Osta, Syrien u. vor Yang Zhigang;
- 1992, Bronzemedaille, OS in Barcelona, F, Le, hinter Arsen Fadsajew u. Valentin Getzow u. vor Ali Akbarnejad, Fatih Özbaş, Türkei u. Yung Ho-Ko, Südkorea;
- 1993, 5. Platz, World Cup in Chattanooga/USA, F, Le, hinter Chris Wilson, Wadim Bogijew, Russland, Townsend Saunders, USA u. Eugenio Montero, Kuba